# Caririsuchus
Caririsuchus is een geslacht van uitgestorven peirosauride Crocodylomorpha. 

## Naamgeving
Er zijn door stropers fossielen gevonden uit de Romualdoformatie van de Santanagroep in het Araripebekken in het noordoosten van Brazilië, die dateert uit het Albien van het Vroeg-Krijt. Sommige daarvan zijn in beslag genomen, andere eindigden in particuliere verzamelingen.
De typesoort Caririsuchus camposi is in 1987 benoemd door Alexander Kellner. De geslachtsnaam verwijst naar de regio Cariri. De soortaanduiding eert de paleontoloog Diógenes de Almeida Campos.
Het holotype is CD-R-041, DGM-DNPM 1468 R, een skelet met schedel.
Caririsuchus is wellicht een jonger synoniem van Itasuchus.

## Beschrijving
Caririsuchus was ongeveer honderdvijftig centimeter lang.
De lage schedel heeft een driehoekig profiel in bovenaanzicht, met een vrij spitse snuit. Een grote maxillaire tand steekt naar beneden tot over de zijde van de onderkaak.